# Kanton Castres-1
 Castres-1  is een kanton van het Franse departement Tarn. Het kanton maakt deel uit van het arrondissement  Castres.
In 2020 telde het 18.262 inwoners.

Het kanton werd gevormd ingevolge het decreet van 17 februari 2014 , met uitwerking op 22 maart 2015, met Castres als hoofdplaats.

## Gemeenten
Het kanton omvat enkel een (noordwestelijk) deel van de gemeente Castres.